# Armando Molinari
Armando Molinari (fl. XX secolo) è stato un calciatore italiano, di ruolo attaccante.

## Carriera
Cresciuto nell'Unione Sportiva Genova, esordì in Prima categoria con la maglia dell'Associazione del Calcio Ligure (squadra nata dalla fusione fra Enotria e Italo) contro l'Alessandria il 4 ottobre 1914, partita persa 5-0.
Dopo la prima guerra mondiale giocò con la maglia della Sampierdarenese, che aveva assorbito l'AC Ligure e cambiato denominazione in Associazione Calcio Sampierdarenese. Disputò un totale di 5 partite, segnando un gol contro il Savona nella partita vinta 3-2.